# Ioan Eftimiu
Ioan Eftimiu, romunski general, * 1894, † 1976.